# C.Gambino
 (décembre 2024).
Si vous disposez d'ouvrages ou d'articles de référence ou si vous connaissez des sites web de qualité traitant du thème abordé ici, merci de compléter l'article en donnant les références utiles à sa vérifiabilité et en les liant à la section « Notes et références ».
C.Gambino, nom de scène de Karar Ramadan, est un rappeur et chanteur suédois, né le 4 avril 1998 à Stockholm et mort assassiné le 4 juin 2024 à Göteborg.

## Biographie

### Enfance et Carrière
Né à Stockolm le 4 avril 1998, Karar Ali Salem Ramadan est originaire de la ville de Göteborg, il fait ses débuts dans le rap avec titre Rebell sorti en novembre 2019. En 2022 il sort son premier album Sin City. Ses singles Automatic et Svar ont atteint la première place dans le classement musical suédois. Son EP collaboratif MOB avec le rappeur 23, et son album In Memory of Some Stand Up Guys ont également atteint la première place du classement des albums suédois.

## Décès
Le 4 juin 2024 au soir, le rappeur de 26 ans a été abattu à la suite d'une fusillade entre gang dans un parking situé à Göteborg.

## Discographie

### Titres
- 2019 : Rebell
- 2019 : Buntar (feat. Aden)
- 2020 : LALA
- 2020 : NADA
- 2020 : REDO
- 2020 : Tap Tap
- 2020 : Cosa Nostra (feat. 2.clock)
- 2020 : COCA
- 2021 : DANGEROUS
- 2021 : SVÄVAR
- 2021 : CANTE
- 2021 : CCTV
- 2021 : TANKAR
- 2021 : BANDO
- 2022 : WOMAN - Spotify Sudio 100 Recording
- 2022 : Regler
- 2022 : Inkassera (feat. Robin Kadir)
- 2022 : Say Less
- 2022 : M.O.B (feat. 23)
- 2023 : Ghetto Psykos (feat. 01an)
- 2023 : Mentalité RMX (feat Baby Gang)
- 2023 : CATWALK
- 2023 : Saint Laurent  (feat. Robin Kadir)
- 2024 : OTR (On The Road) (feat. Deso)
- 2024 : Sista Gang